# Тотална протеза
Тотална протеза представља протетску надокнаду која има за циљ да надомјести губитак свих изгубљених зуба у људским устима, да испуни простор алвеоларних гербена уколико су они ресорпцијом умањени, или нестали и тако успостави изгубљену функцију у устима.
Пре израде тоталне протезе, пацијенту се узима отисак којим се прави индивидуална кашика, а затим још један отисак, такозвани функционални отисак. Тако се добија дефинитивни модел на којем се израђује тотална протеза.
Поштујући љекарску изреку : "Првенствено, не шкодити!", тотална протеза не би смјела да штети осталим ткивима уста и организму у цјелини. Дакле она мора да поштује дијапазон покрета мишића усне дупље. Затим, не би смјела да омета међувиличне односе и поставља велике захтјеве за виличне зглобове. Такође потребно је обратити пажњу на ткиво на коме протеза лежи и са којим је у сталном контакту. Разни непогодни материјали од којих се протеза израђује могу надражити или оштетити ткива усне шупљине, а неправилан и неодговарајући облик базе протезе може довести до стварања рана на слузокожи алвеоларних гребена и непца.